# Halicyclops caneki
Halicyclops caneki är en kräftdjursart som beskrevs av Fiers 1995. Halicyclops caneki ingår i släktet Halicyclops och familjen Cyclopidae. Inga underarter finns listade i Catalogue of Life.